# Floricienta: Gran Rex 2005, Princesa de la Terraza
Floricienta: Gran Rex 2005, Princesa de la Terraza es el segundo DVD de la telenovela juvenil e infantil argentina Floricienta, creada por Cris Morena y protagonizada por Florencia Bertotti. 

## Argumento
Siguiendo la premisa del clásico cuento de hadas La Cenicienta de Charles Perrault, Floricienta vive en una terraza, y ese es su mundo... un lugar sombrío, triste, oscuro, frío y solitario que se transforma en un espacio mágico, gracias a la luz del alma de nuestra heroína. Junto a ella conviven sus grandes guardianes del corazón: un mago, un hada, un ángel y un bufón; ellos la ayudan, la acompañan y le dan fuerzas cuando de siente perdida. 
Su alegría y su capacidad para sentir y soñar, hacen que Delfina, su malvada hermana, la odie y la envidie y haga lo posible por tratar de destruirla. Delfina tiene todo aquello que se puede comprar con dinero y carece de todo aquello que nace del corazón. Es tal la fuerza del alma de nuestra 'Princesa de la Terraza' que logra revertir el mundo superficial y frívolo de Delfina.
En esta terraza surge el amor, ya que Max, un escritor que vive muy cerca, logra ver todo lo que sucede en la casa de la malvada Delfina y en la cúpula de la dulce Floricienta.
Él se enamora de Floricienta en secreto, y ella lo presiente en cada instante. Para Delfina, esto resulta insoportable. Y... como todos nosotros creemos en los milagros y en los finales felices, este cuento de vida termina en una gran historia de amor.
Es importante destacar que, tal como el espectáculo realizado el año anterior, la historia que se presenta en esta obra no tiene relación alguna al argumento que se presenta en la serie de televisión, siendo los nombres de los personajes, la hermandad de Florencia (acá llamada Floricienta) y Delfina, y la relación de esta última con Lorenzo, lo único que se mantiene de la novela.

## Información
Filmado durante las funciones del día 14 de julio de 2005, el DVD contiene música original de la telenovela, canciones inéditas, 3 horas de espectáculo, 4 videoclips de las canciones (1 inédito), galería de fotos y audio 5.1, así como el backstage exclusivo de lo que vivió el elenco previamente antes del show y parte del show de Floricienta en Uruguay. Fue lanzado en 2005 bajo el sello de Cris Morena Group S.A y RGB Entertainment. 

## Lista de canciones
1. «Hay un cuento»
2. «Corazones al viento»
3. «Cuentitos»
4. «Pobres los ricos»
5. «Floricienta (1,2,3)»
6. «Flores Amarillas»
7. «Desde que te vi»
8. «Ding dong»
9. «Por qué»
10. «Princesa de la Terraza»
11. «Vos podes»
12. «Algo de ti»
13. «Te siento»
14. «Miau miau»
15. «Caprichos»
16. «Yo creo en milagros»
17. «Un enorme dragón»
18. «A bailar»
19. «Tú»
20. «Hay un cuento (reprise)»

## Contenido
Espectáculo
- Espectáculo completo (versión original) (1:18:55)
- Espectáculo completo (versión con backstage) (1:18:51)

### Backstage
- Los malditos hippies (03:46)
- La cábala antes del show (02:34)
- El camarín de Flor (00:36)
- Cris en el "Vos Podes" (02:44)

### Videos musicales
- «Tú» (03:31)
- «Un enorme dragón» (01:38)
- «Corazones al viento» (01:21)
- «Ven a mi» (03:18)

### Floricienta en Uruguay
- Miau miau (01:26)
- Yo creo en milagros (01:48)
- A bailar (04:01)
- Hay un cuento (03:49)

### Extras
- Sinopsis
- Galería de fotos
- Ficha técnica
- Ficha artística
- Emotiva despedida en el Gran Rex (10:46)

## Elenco
- Florencia Bertotti como Floricienta
- Fabio Di Tomasso como Max, el escritor
- Benjamín Rojas como Franco
- Isabel Macedo como Delfina
- Esteban Prol como Lorenzo/Mago
- Alejo García Pintos como Evaristo
- Brenda Gandini como Olivia
- Lali Esposito como Hadita/Floricienta niña
- Nicolás Maiques como Bufón
- Stefano De Gregorio como Ángel
- Diego Child como Facha/Bailarín
- Mariana Szuchmacher como Delfina niña/Bailarina

## Ficha técnica
- Idea: Cris Morena.
- Música: Willie Lorenzo, Cris Morena, Carlos Nilson, Marcelo Weingrovski, Fernando Lopez Rossi.
- Autores: Cris Morena.
- Coreografía: Marisa Divito.
- Bailarines: Alejandra Castro Videla, Alejandro Kuprewicz, Astrid Castro Videla, Darío Dorzi, Hernán Alegre, Mariana Szuchmacher, Mauricio Macukatin, Noelia Montanaro, Rodrigo Cristofaro, Xoana Winter, Yanina Groppo, Diego Child.
- Escenografía: Laura Russo, Salustiano Alvarez.
- Diseño de imagen y vestuario: Susana Pérez Amigo.
- Maquillaje y Peinado: Jorge Turano, Carlos de Benedetto, Haydeé D'Onofrio, Inés Parrinello.
- Dirección: Cris Morena.
- Producción ejecutiva: Horacio Nieto.
- Diseño de iluminación: Fabian Stekelorum.
- Stage Manager: Mariano Demaria.
- Dirección Técnica: Gabriel Alaniz.